# Bandera de Aomori
La bandera de la prefectura de Aomori es la bandera de dicha prefectura, Aomori, en Japón.
Tanto la bandera de la prefectura como el emblema de la prefectura fueron establecidos por la Notificación de la Prefectura No. 6 el 1 de enero de 1961. De acuerdo con las disposiciones de la Ley de Derecho de Autor, ha estado en el dominio público desde el 1 de enero de 2012. El emblema de la prefectura es una versión estilizada simple de la forma característica de la prefectura.
El esquema de color de la bandera de la prefectura representa el blanco infinito del universo, y el verde intenso del emblema de la prefectura representa la esperanza y el futuro que continúa avanzando y desarrollándose.